# Umaro
Umaro Roman este o companie producătoare de echipamente industriale din România.
Umaro Roman produce, printre altele, strunguri carusel, mese rotative, piese de schimb și mașini de prelucrare a lemnului.
Acționarul majoritar al companiei este societatea TCE 3 Brazi.
Compania a fost înființată în anul 1991, prin divizarea Întreprinderii Mecanice Roman (IMR), care avea 70 de ani de activitate în domeniul producerii de mașini unelte.
În anul 2001, omul de afaceri Culiță Tărâță, deputat PDSR la acea vreme, a achiziționat compania Umaro pentru suma de 16,6 miliarde de lei vechi.
Cifra de afaceri
- 2007: 12,2 milioane lei - creștere cu 72% față de 2006[2]

- 2014: 2,59 milioane lei
- 2015: 4,46 milioane lei
- 2016: 7,82 milioane lei

Număr de angajați:
- 2016: 127

- 2015: 164

- 2014: 166

- 2010: 283[3]
- 1991: 3.500[3]